# Georges Ditsch
Georges Ditsch (1829-1918) est un homme politique lorrain. Notaire de profession, il fut président du Bezirktag de Lorraine de 1911 à 1918.

## Biographie
Issu d'une famille originaire de Moselle, Georges Ditsch naît le 25 avril 1829. Après des études de Droit, il s'installe comme notaire à Fénétrange en 1855. Il est élu maire de la commune en 1878. 
À partir de 1873, Georges Ditsch siège comme conseiller au Bezirktag, l'assemblée du district de Lorraine. De 1888 à 1911, il est membre de l'Elsaß-Lothringen Landesausschuß, la délégation d'Alsace-Lorraine. Il sera finalement élu président du Bezirktag en 1911. À partir de 1906, il fait partie du « Groupe lorrain », rassemblant à la fois des conservateurs et des libéraux.
Georges Ditsch décéda en Moselle, en 1918.

## Carrière politique
Surnommé « Die knorrige Eiche aus Finstingen », « le Chêne noueux de Fénétrange », Georges Ditsch s'opposa politiquement au camp des Lorrains francophiles, dont faisait partie le chanoine Collin, mais il défendit toujours les traditions et les intérêts lorrains au sein de l'Alsace-Lorraine.

## Sources
- Roth, François: Un notable de la Lorraine germanophone, G . Ditsch, 1829-1918, Annales de l'Est, numéro 4, 1978.
- Roth, François: Ditsch, Georges (1829-1918)  , dans Les Lorrains entre la France et l'Allemagne: itinéraires d'annexés, Metz : Éditions Serpenoise ; Nancy : Université de Nancy II, 1981.